# Szerelem
Szerelem é um filme de drama produzido na Hungria, dirigido por Károly Makk e lançado em 1971. É baseado em dois contos de Tibor Déry, Szerelem (1956) e Két asszony (1962),